# 朗斯昂韦科尔
朗斯昂韦科尔（法語：Lans-en-Vercors，法語發音：[lɑ̃s ɑ̃ vɛʁkɔʁ]，意为“韦科尔山区的朗斯”），又称朗桑韦科尔，是法国伊泽尔省的一个市镇，属于格勒诺布尔区。

## 地理
朗斯昂韦科尔（45°7'41"N, 5°35'19"E）面积38.67 平方千米，位于法国奥弗涅-罗讷-阿尔卑斯大区伊泽尔省，该省份为法国东南部内陆省份，北起顺时针与安省、萨瓦省、上阿尔卑斯省、德龙省、阿尔代什省、卢瓦尔省和罗讷省。
与朗斯昂韦科尔接壤的市镇（或旧市镇、城区）包括：昂然、圣尼济耶-迪穆什罗特、圣保罗德瓦尔斯、瓦尔斯-阿利耶尔和里塞、维拉尔德朗斯、克莱、韦科尔山区欧特朗梅欧德尔。
朗斯昂韦科尔的时区为UTC+01:00、UTC+02:00（夏令时）。

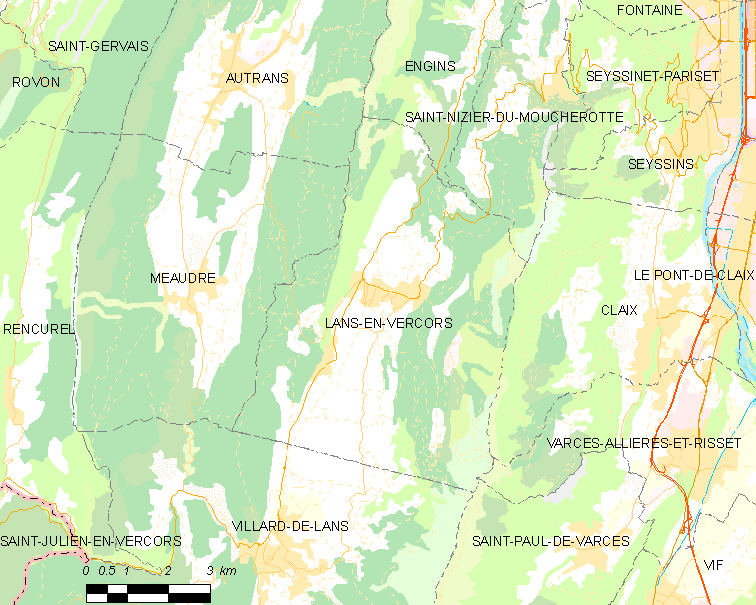
朗斯昂韦科尔的OSM定位图

## 行政
朗斯昂韦科尔的邮政编码为38250，INSEE市镇编码为38205。

## 政治
朗斯昂韦科尔所属的省级选区为方丹-韦科尔县。

## 人口

1962-2008年间朗斯昂韦科尔人口变化图示

朗斯昂韦科尔于2022年1月1日时的人口数量为2698人。